# 조니 에번스
조너선 그랜트 "조니" 에번스(Jonathan Grant "Jonny" Evans, MBE, 1988년 1월 3일, 북아일랜드 벨파스트 ~ )는 북아일랜드의 전 축구 선수였다.

## 클럽 경력
그린아일랜드 FC에서 선수 경력을 시작한 에번스는 2004년 7월에 맨체스터 유나이티드에 스카웃되었다. 2006-07 시즌 초반에는 앤트워프에서 임대생활을 했으며 맨유로 돌아와 다시 챔피언십리그의 선덜랜드로 임대되었다.
2007년 9월 26일 코번트리 시티와의 칼링 컵 경기에서 맨체스터 유나이티드 공식 데뷔전을 치렀다. 2007-08 시즌 겨울이적시장에서 선덜랜드의 감독인 로이 킨의 요청으로 선덜랜드에 재임대되었다.
2008-09 시즌에는 제라르드 피케의 이적으로 다시 맨체스터 유나이티드로 복귀했다. 팀의 3번째 수비수가 된 그는 리오 퍼디낸드와 네마냐 비디치의 결장 시 공백을 메우거나 컵 대회에 주로 출전하는 등 출전 시간을 늘려나가기 시작하였다. 2011-12 시즌엔 주전 센터백으로 리그 29경기를 포함하여 시즌 총 40경기에 출전하였다.
그러나, 잦은 실수와 주전 경쟁에 밀린 에반스는 2015년 8월 29일에 웨스트 브로미치와 4년 계약을 맺고 이적함으로써 11년 간의 맨유 생활을 청산하였다.
2018년 6월 방출 조항을 발동한 레스터 시티로 이적하였다.
2023년 7월 18일 레스터 시티와 계약 만료 후 맨체스터 유나이티드와 단기 계약을 맺고 복귀하였다.
2025 시즌이 끝나고 현역 은퇴를 선언하였다.

## 국가대표팀 경력
2006년 9월, 맨체스터 유나이티드에서의 공식 경기 출장 경험이 없는데도 불구하고, 18세의 어린 나이로 북아일랜드 대표팀에 선발되어 스페인과의 유로 2008 예선전에 출장하였다. 북아일랜드는 이 경기에서 3:2로 승리하였다. 현재는 북아일랜드의 수비진의 주전 멤버로 나오고 있다.

## 수상
- 챔피언십리그 - 2006-07
- FA 커뮤니티 실드 (2) - 2010, 2011
- FIFA 클럽 월드컵 - 2008
- 프리미어리그 (3) - 2008-09, 2010-11, 2012-13
- 풋볼 리그 컵 (2) - 2009, 2010
- FA컵 우승 : 2023-24

## 서훈
- 2023년 5등급 대영 제국 훈장(MBE) 수훈[1]

## 사소한 것
에번스는 영국 학생의 성적을 측정하는 국가자격시험인 GCSE 9과목 모두 A+ 혹은 A의 성적을 받았다.